# Liste des cardinaux

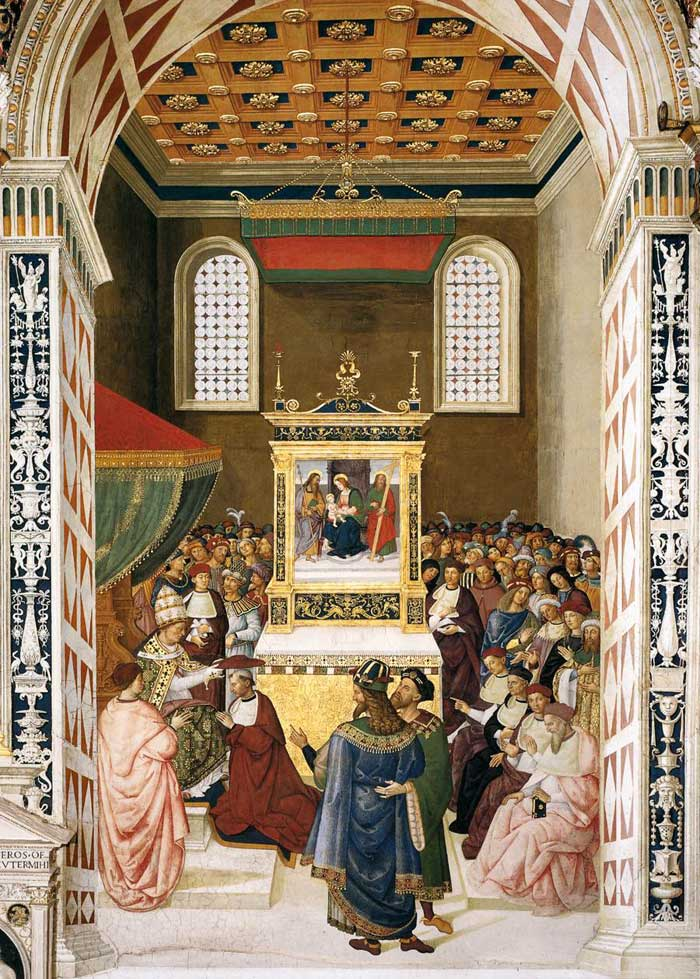
Le pape Calixte III crée un cardinal : Enea Piccolomini, futur Pie II.

Un cardinal est un haut dignitaire chargé d'élire et d'assister le pape dans l'Église catholique. La liste des cardinaux recense les cardinaux créés par les papes au fil des siècles. Elle est divisée par commodité en plusieurs parties :
- cardinaux créés pendant le 1er millénaire ;
- cardinaux créés du XIe au XIIIe siècle ;
- cardinaux créés au XIVe siècle en Avignon ;
- cardinaux créés aux XIVe et XVe siècles ;
- cardinaux créés au XVIe siècle ;
- cardinaux créés au XVIIe siècle ;
- cardinaux créés au XVIIIe siècle ;
- cardinaux créés au XIXe siècle ;
- cardinaux créés au XXe siècle ;
- cardinaux créés au XXIe siècle.

Les cardinaux composent le Collège des cardinaux ou « Collège cardinalice » qui s'appelait autrefois « Sacré Collège ». Les articles suivants listent ainsi les cardinaux actuels et ceux qui composaient les derniers conclaves :
- composition actuelle du Collège cardinalice ;
- composition du Collège cardinalice lors des conclaves de 1978 ;
- composition du Collège cardinalice lors du conclave de 2005 ;
- composition du Collège cardinalice lors du conclave de 2013 ;
- composition du Collège cardinalice lors du conclave de 2025.